# .sd
.sd – domena internetowa przypisana od roku 1997 do Sudanu i administrowana przez Sudan Internet Society.

## Domeny drugiego poziomu
- com.sd – Firmy
- net.sd – operatorzy sieci i dostawcy usług internetowych
- org.sd – sudańskie organizacje pozarządowe
- edu.sd – sudańskie uczelnie
- med.sd – medycyna
- tv.sd – marketing
- gov.sd – sudański rząd i ministerstwa
- info.sd – prasa, informacja i media